# Алмас (станція метро)
41°16′55″ пн. ш. 69°21′37″ сх. д. / 41.28194° пн. ш. 69.36028° сх. д.
Ілтіфот (узб. Iltifot) — станція першої черги Кільцевої лінії Ташкентського метрополітену. Розташована між станціями «Тузель» та «Рохат». Отримала свою назву за однойменною вулицею, поблизу якої вона розташована.

## Історія
Будівництво станції розпочато 1 жовтня 2017 у складі першої черги Кільцевої лінії (Дустлік-2 — Куйлюк). Розташовано в Яшнабадському районі на розі Ахангаранського шосе з вулицею Ілтіфот.
Роботи з будівництва станції було завершено 3 лютого 2020. Станцію введено в експлуатацію 30 серпня 2020.

## Конструкція
Естакадна станція крита з однією прямою острівною платформою.

## Пересадки
- Автобуси: 30, 110, 119.